# Банколумбия Оупън
Банколумбия Оупън (на английски: Bancolombia Open) е професионален тенис турнир. 

## История
Банколумбия Оупън е тенис турнир за мъже от веригата на ATP Тур, който се провежда в Богота, Колумбия. Играе се на открити клей кортове.
Провежда се ежегодно в от 1994 г., като турнир от ATP Световни серии от 1994 до 1997 г., като турнир от ATP Международни серии от 1998 до 2001 г. и като Чалънджър от 2004 до 2010 г.

## Финали
| Година | Шампион          | Финалист          | Резултат                 |
| ------ | ---------------- | ----------------- | ------------------------ |
| 2001   | Фернандо Висенте | Хуан Игнасио Чела | 6 – 4, 7 – 6(8–6)        |
| 2000   | Мариано Пуерта   | Юнес Ел Айнауи    | 6 – 4, 7 – 6(7–5)        |
| 1999   | Не се провежда   | Не се провежда    | Не се провежда           |
| 1998   | Мариано Сабалета | Рамон Делгадо     | 6 – 4, 6 – 4             |
| 1997   | Франсиско Клавет | Николас Лапенти   | 6 – 3, 6 – 3             |
| 1996   | Томас Мустер     | Николас Лапенти   | 6 – 7(6–8), 6 – 2, 6 – 3 |
| 1995   | Николас Лапенти  | Мигел Тобон       | 2 – 6, 6 – 1, 6 – 4      |
| 1994   | Николас Перейра  | Маурисио Хадад    | 6 – 3, 3 – 6, 6 – 4      |